# معركة إيبر الثانية
معركة إيبر الثانية (بالإنجليزية: Second Battle of Ypres) هي إحدى معارك الحرب العالمية الأولى حدث فيها القتال في 21 أبريل – 25 مايو 1915 للسيطرة على قرية الفلاميين إيبر في بلجيكا.

## خلفية
رأى الكيميائي الألماني البارز فالتر نيرنست، الذي عمل في الجيش في عام 1914 كسائق متطوع كيف تسببت الخنادق في وصول مسدود. اقترح على العقيد ماكس باور، مسؤول الأركان العامة الألمانية والمسؤول عن الاتصال مع العلماء، أنه بإمكانهم إفراغ الخنادق المقابلة عن طريق هجوم مفاجئ بالغاز المسيل للدموع. اقترح الكيميائي فريتز هابر بعد مراقبته الاختبار الميداني لهذه الفكرة، استخدام غاز الكلور الأثقل من الهواء (فضل بالأصل استخدام غاز الفوسجين الأكثر فتكًا على الرغم من أنهم قد خزنوا منه كميات قليلة لاستخدامها في مثل هذه الأغراض).
وافق القائد الألماني إريش فون فالكينهاين على تجربة السلاح الجديد، لكنه كان يهدف إلى استخدامه في هجوم تضليلي سيشنه جيشه الرابع. كان من المقرر إطلاق الغاز بسحب الكلور السائل من الأسطوانات، وليس بشكل مباشر لأن الصمامات ستتجمد، لذلك كان لابد للرياح أن تحمل الغاز إلى خطوط العدو. وُجهت نحو 5730 أسطوانة بلغ وزن أكبرها حجمًا 40 كيلوغرامًا، إلى الخط الأمامي. أشرف على العملية الفائزون لاحقًا بجائزة نوبل كل من أوتو هان وجيمس فرانك وغوستاف هيرتز. أصابت قذيفة نارية الأسطوانات مرتين، تسببت الثانية منها في قتل ثلاثة رجال وجرح خمسين آخرين. استخدم بعض من الألمان أجهزة تنفس عمال المناجم التي تحوي الأكسجين لحماية أنفسهم.
اختيرت إيبر سالينت لتنفيذ الهجوم. تتبع هذه المنطقة القناة وتشكل نتوءًا في الشرق حول المدينة. في الشمال من سالينت، سيطر الجيش البلجيكي على خط إيسر بينما سيطرت شعبتان فرنسيتان على الطرف الشمالي من سالينت. دافع الكنديون وشعبتان بريطانيتان عن الجزء الشرقي من سالينت. تألف الفيلق الثاني والفيلق الخامس من الجيش الثاني من الشعب الأولى والثانية والثالثة للفرسان والرابعة والسابعة والعشرين والثامنة والعشرين والنورثمبرلاندية واللاهورية والشعب الكندية الأولى.

## المعركة
في سجل ارتباطات الجيوش البريطانية في فرنسا وفلندة، 1914- 1918 (1923 [1990])، استخدم إي. إيه. جيمس الأسماء الرسمية للمعارك وغيرها من الالتزامات التي تخوضها القوات العسكرية للإمبراطورية البريطانية خلال الحرب العظيمة، 1914- 1919، والحرب الأفغانية الثالثة، 1919: تقرير لجنة مراسلات المعارك كما أقرها مجلس الجيش (1921) لتأمين ملخص لكل مشاركة والتكوينات المعنية. في معارك إيبر، 1915 كان هناك ستة ارتباطات تنطوي على الجيش الثاني كانت قد سجلت، أربعة منها خلال المعركة الثانية (22 أبريل- 25 مايو).
- معركة غرافينشتافل: الخميس 22 أبريل- الجمعة 23 أبريل
- معركة القديس جوليان: السبت 23 أبريل- 4 مايو
- معركة فريتسنبرغ: 8-13 مايو
- معركة بيليفاردي: 24-25 مايو
- معركة غرافينشتافل (22-23 نيسان 1915)

### معركة غرافينشتافل
أطلق الجيش الرابع في 22 أبريل عام 1915 في نحو الساعة 5:00 مساءً، (168 طن بريطاني) من غاز الكلور على جبهة بطول 6.5 كم بين قرى لانغيمارك وغرافينشتافل على خط التحالف الذي تسيطر عليه الأراضي الفرنسية والكتائب الاستعمارية (القوات المغربية والجزائرية) من الشعب الفرنسية الخامسة والأربعين والسابعة والثمانين. عانت القوات الفرنسية في طريق سحابة الغاز من ضحايا بلغ عددهم بين 200- 3000 ضحية، ومن عدد وفيات تراوح بين 800 إلى 1400 حالة. فرت القوات في جميع الاتجاهات.
...شاحبون، قد خلعوا معاطفهم أو فتحوها بأكملها، وأزالوا أوشحتهم، يركضون كالمجانين دونما وجهة، يصرخون طلبًا للماء يبصقون الدم وبعضهم يتأرجح أرضًا وبالكاد يستطيع التنفس

__العقيد هنري مورداك، كتيبة المشاة التسعون.
تُركت فجوة بطول 6 كم في الجبهة الفرنسية دون دفاع. لحق المشاة الألمان سحابة الغاز بشكل جيد وكانوا يتنفسون من خلال سدادات قطنية مشبعة بمحلول ثيوسولفيت الصوديوم ليحتلوا قرى لانغيمارك وبيكيم، واستقروا فيها على الرغم من أنهم ربما احتلوا إيبر دون مقاومة تذكر. أسر الألمان 2000 سجين و51 بندقية. تعرفت القوات الكندية التي تدافع عن الجناح الجنوبي على مادة الكلور المستخدم في الهجوم لأن رائحته تشبه رائحة مياه الشرب الخاصة بهم. أطلق الألمان المزيد من غاز الكلور في اليوم التالي. كانت الإصابات كثيرة بشكل خاص في الكتيبة الثالثة عشرة من القوة الاستكشافية الكندي (سي إي إف)، التي جرى ترحيلها على ثلاثة جوانب وكانت قد سحبت جناحها الأيسر بعد انهيار الشعبة الجزائرية.

خلال العمليات في غابة كيتشنرز، صدرت الأوامر للكتيبة العاشرة من اللواء الكندي بالهجوم المضاد في الفجوة الناجمة عن الهجوم بالغاز. اتخذوا صفوفهم بعد الساعة 11:00 مساء من 22 أبريل، مع الكتيبة السادسة عشرة (الاسكتلندية الكندية) من اللواء الثالث لدعم التقدم. بدأت الكتيبتان المؤلفتان من أكثر من 800 رجل بالهجوم على شكل موجات مكونة من سريتين في كل منها في الساعة:1146 صباحًا دون استطلاع. واجهت الكتيبتان عقبات في منتصف الطريق إلى هدفها. استخدموا في اشتباك إطلاق النيران بندقيات صغيرة الحجم مصنوعة من الخشب، وبدأوا هجومًا مرتجلًا باستخدام الحربات. نتج عن الهجوم تطهير مزارع البلوط التي كانت تابعة للألمان في السابق بمعدل إصابات بلغ 75% بين صفوف الألمان. كانت الصحافة البريطانية في حيرة من أمرها بشأن الهجوم:
أشعل الألمان النار في منتج كيميائي من كلوريد الكبريت كانوا قد وضعوه أمام الخنادق الخاصة بهم، مما تسبب في هبوب سحابة صفراء سميكة باتجاه خنادق الفرنسيين والبلجيكيين. لم يتمكن الفرنسيون من رؤية ما كانوا يفعلونه أو ما كان يحدث. بدأ بعد ذلك الألمان بالهجوم، مجبرين الفرنسيين الذين كانوا في حيرة من أمرهم إلى التراجع باتجاه الخنادق. لم يتمكن أولئك الذين كانوا محاطين بالأبخرة من رؤية بعضهم على الرغم من أنه لم يفصل بينهم سوى نصف ياردة. رأيت بعض المصابين الذين تغلبت عليهم أبخرة الكبريت وقد كانوا يحرزون تقدمًا إيجابيًا. يبدو أن تأثير الكبريت كان مؤقتًا ونتج عنه تورم في العينين فقط، إلا أن البصر لم يكن معطوبًا.

__البريد اليومي (26 أبريل 1915).
أفاد الألمان أنهم عالجوا نحو 200 ضحية غاز، مات منهم 12 شخصًا. ذكر الحلفاء مقتل 5000 شخص وإصابة 15000 آخرين.
في غضون أيام، نصح البريطاني جون سكوت هالدين بمواجهة آثار الغاز من خلال التبول في قطعة قماش والتنفس من خلالها. بدأ كلا الجانبين بتطوير أقنعة غاز أكثر فاعلية.